# Дин Мэйюань
Дин Мэйюань (кит. 丁美媛; род. 27 февраля 1979, Люйда, Ляонин) — китайская тяжелоатлетка, выступающая в весовой категории свыше 75 килограммов. Олимпийская чемпионка и двукратная чемпионка мира.

## Биография
Дин Мэйюань родилась в Даляне в провинции Ляонин. В возрасте 12 лет она поступила в Даляньскую спортивную школу и начала заниматься тяжелой атлетикой. Позже она вошла в состав сборной провинции Ляонин и сборную Китая.

## Карьера
В 1999 году Дин Мэйюань завоевала золотую медаль на университетском Кубке мира в весовой категории свыше 75 кг. Она подняла 275 килограммов в сумме. В том же году она участвовала на чемпионате мира в Афинах, где также завоевала золото, улучшив своё достижение Кубка мира на десять килограммов в сумме.
На Олимпийских играх 2000 года в Сиднее Дин Мэйюань завоевала золотую медаль в весовой категории свыше 75 кг, подняв в сумме 300 килограммов. В рывке она сумела зафиксировать вес штанги 135 кг, а в толчке — 165 кг.
Дин побеждала на университетских Кубках мира 2002 и 2003 годов в весовой категории свыше 75 килограммов с результатами 285 и 287,5 кг, соответствено. На чемпионате мира 2003 года в Ванкувере она завоевала второе в карьере золото, подняв в сумме 300 килограммов (137,5 + 162,5).
В 2005 году Дин Мэйюань был избрана «Лучшим спортсменом мира» на церемонии празднования столетия Международной федерации тяжёлой атлетики. В 2006 году Дин Мэйюань стала тренером женской сборной по тяжелой атлетике провинции Ляонин.